# Караульня
«Караульня» — картина фламандского художника Давида Тенирса Младшего из собрания Государственного Эрмитажа, вариант картины в собрании Художественного музея Уолтерса.
Картина состоит из трёх основных композиционных планов: военный натюрморт, жанровая военная картина (оба плана в помещении) и пейзаж с батальными мотивами на дальнем фоне.
На первом плане беспорядочной грудой свалена воинская амуниция: красный мундирный кафтан, ружья и пистолеты, копья, сабли, клевец, щиты, барабан и горн, разрозненные доспехи, седло и конская упряжь; к стене прислонены алебарда и знамя, рядом стоит полный доспех в сборе.
На втором плане в левой части картины группа военных собралась вокруг стола, двое беседуют, один курит трубку, четверо, сидя за столом, играют в карты; в центре композиции стоит офицер в поясном шарфе и наблюдает, как справа один из солдат обувается в сапоги; один солдат держит в руках пивную кружку и рядом с ним сидит ещё один курильщик; возле офицера стоит чёрно-белая собака. На дальней стене висят два крепостных ружья. Специалисты Художественного музея Уолтерса считают, что одежда военных примерно соответствует польским и венгерским войскам в армии Габсбургов.
Правая часть дальнего плана изображает проём ворот, в котором видны две группы стоящих на улице военных, на фоновом пейзаже изображена крепость, вокруг которой идёт сражение, и небольшой дворец; на горизонте берег залива с несколькими небольшими парусами и ряд корабельных мачт без парусов.
Слева внизу стоит подпись художника и дата: David Teniers F. 1642.
Специалисты Эрмитажа Н. П. Бабина и Н. И. Грицай, анализируя картину, писали:

Центральное место отведено начальнику караула в богатом костюме и эффектной позе. Данная фигура связывает воедино персонажей второго плана (в левой и правой частях) и в то же время дает глазу возможность мысленно проникнуть сквозь арку. Висящий здесь занавес ещё более акцентирует театральную ноту. Он поднимается, открывая пейзажный вид и дополнительное «сценическое» пространство.

Они же отмечают, что в трактовке фигур стрелков, оружия, знамён, военной одежды картина в определённой мере предвосхищает «Групповой портрет членов стрелковой гильдии „Onde Yootboog“ в Антверпене», написанный Тенирсом годом позже.
Картина написана в 1642 году. Бельгийская исследовательница Маргрет Клинге, связывая «Караульню» с реальными историческими событиями, писала следующее:

Тенирс создал эту картину в год, когда новый правитель Испанских Нидерландов Франсиско де Мело дважды одержал победу над французскими войсками, что позволило на короткий срок отвести удар от Антверпена.

Ранняя история картины неизвестна. 16 апреля 1738 года она проходила на аукционе собрания барона Шонборна, затем находилась в собрании ландграфа Гессен-Кассельского и в 1806 году была захвачена войсками Наполеона, передана Жозефине Богарне и хранилась в её замке Мальмезон. После смерти Жозефины в 1814 году перешла в собственность её дочери Гортензии Богарне и в 1815 году была продана ей императору Александру I.
Тенирс написал несколько вариантов этой картины, наиболее близкий из них находится в Художественном музее Уолтерса в Балтиморе (холст, масло, 69,7 × 104,8 см; инвентарный номер 37.1692). Старинная копия работы неизвестного художника с эрмитажной «Караульни» имеется в Национальном музее Швеции.
- Картина в зале 245 Нового Эрмитажа
- Вариант картины из Художественного музея Уолтерса